# ヴォクリューズ県の郡
ヴォクリューズ県の郡では、フランスのヴォクリューズ県にある郡について解説する。

## 郡の一覧
ヴォクリューズ県には、3つの郡が存在し、3郡の合計で、24の小郡、151のコミューンがある。
- アプト郡（郡庁所在地：アプト）

6の小郡、56のコミューンがある。郡の人口は、1990年には106,115人、1999年には116,644人で、9.92％増加している。
- アヴィニョン郡（県庁所在地：アヴィニョン）

10の小郡、37のコミューンがある。郡の人口は、1990年には259,945人、1999年には269,828人で、3.8％増加している。
- カルパントラ郡（郡庁所在地：カルパントラ）

8の小郡、58のコミューンがある。郡の人口は、1990年には101,015人、1999年には113,213人で、12.08％増加している。